# سیدمحمد (دالاهو)
سیدمحمد (دالاهو)، روستایی از توابع بخش مرکزی شهرستان دالاهو در استان کرمانشاه ایران است.

## جمعیت
این روستا در دهستان بان‌زرده قرار دارد و براساس سرشماری مرکز آمار ایران در سال ۱۳۸۵، جمعیت آن ۱۹۵ نفر (۳۲خانوار) بوده‌است.